# Abarth
Abarth – włoski producent samochodów sportowych i tuner z siedzibą w Turynie działający od 1949 roku. Wchodzi w skład międzynarodowego koncernu Stellantis.

## Historia
Założycielem firmy Abarth był pochodzący z Górnego Tyrolu Carlo Abarth. Przedsiębiorstwo w powstało w 1949 roku. Jego symbol ukazuje skorpiona na tarczy herbowej (znak zodiaku, pod którym urodził się jego założyciel). Przedsiębiorstwo podejmowało prace nad ulepszaniem seryjnych samochodów, głównie marki FIAT, a także epizodycznie producentów Renault, Alfa Romeo i Simca. Przedsiębiorstwo to specjalizowało się głównie w przystosowywaniu silników do osiągania wyższych mocy tj. zmianie elementów układu ssącego i wydechowego oraz wyposażenia nadającego pojazdom sportowych cech. Produkowało również samochody z własnymi nadwoziami, a także wykorzystując elementy samochodów Fiata. W roku 1971 Abarth oficjalnie wszedł w skład koncernu Fiata z którym odnosił największe sukcesy. Opracowano wówczas samochody Fiat Abarth 131 Rally, dzięki którym firma została rajdowym mistrzem świata w klasie producentów roku 1977, 1978, 1979 i 1980. Po zaangażowaniu w rajdy samochodów Lancia Delta, zawieszono działalność firmy Abarth.
W latach '00 XXI wieku Abarth powróciło do użycia jako sportowa linia modeli Fiata – nazwą tą sygnowano wariant początkowo Fiata Seicento, a potem – Fiata Stilo.

### Reaktywacja

#### Pierwsze lata po reaktywacji
W roku 2007 Abarth został reaktywowany jako samodzielna marka oferująca sportowe warianty miejskich modeli Fiata. Pierwszym modelem jaki ukazał się zaraz po reaktywacji marki był Abarth Grande Punto, a kolejnym – Abarth 500. W 2010 roku Abarth Grande Punto został zastąpiony przez model Punto Evo, a ówczesna generacja Abartha 500 była produkowana dalej aż do 2023 roku, kiedy to zastąpił ją Abarth 500e, czyli druga (tylko z silnikiem elektrycznym) generacja tego modelu.

#### Dalsze losy
W roku 2012 marka Abarth została wprowadzona do Stanów Zjednoczonych, a rok później, czyli w 2013 zakończono produkcję modelu Punto Evo. Samo Punto Evo było produkowane o rok dłużej niż jego odpowiednik z marki FIAT. W międzyczasie oferowany był Abarth 124 Spider, czyli sportowa wariacja modelu Fiat 124 Spider. W 2021 po raz pierwszy po reaktywacji, pokazano model, który nie był sportową wariacją jakiegoś modelu marki FIAT. Nazywał się Abarth 1000 SP, i był produkowany w latach 2021 - 2022.  W 2024 rozpoczęto produkcję modelu Abarth 600e, który jest następcą wspomnianego wcześniej Punto Evo. Ciekawostką jest to, że marka Abarth nigdy nie miała w swojej ofercie modelu Punto, który we Fiacie zastąpił model Punto Evo. W tej marce Fiata Punto, zastąpił model Fiat 600, a marka Abarth produkuje swojego odpowiednika tego auta pod nazwą Abarth 600e. To auto nie posiada wersji hybrydowej, którą posiada Fiat 600, czyli jest oferowane tylko z silnikiem elektrycznym.

#### Obecna oferta
Obecnie – pomimo ambitnych planów poszerzenia oferty – gama w Europie składa się z dwóch modeli. Są to różne wariacje na temat Fiata 500 oraz Fiata 500C pod nazwą Abarth 500e, oraz wariacja Fiata 600 pod nazwą Abarth 600e. W Ameryce Południowej produkowane są jeszcze modele Abarth Pulse i Fastback, to również są wariacje modeli Fiata, które mają te samą nazwę jak i wspomniane wcześniej modele marki Abarth.

## Modele samochodów

### Obecnie produkowane

#### Europa[7]

##### Samochody osobowe

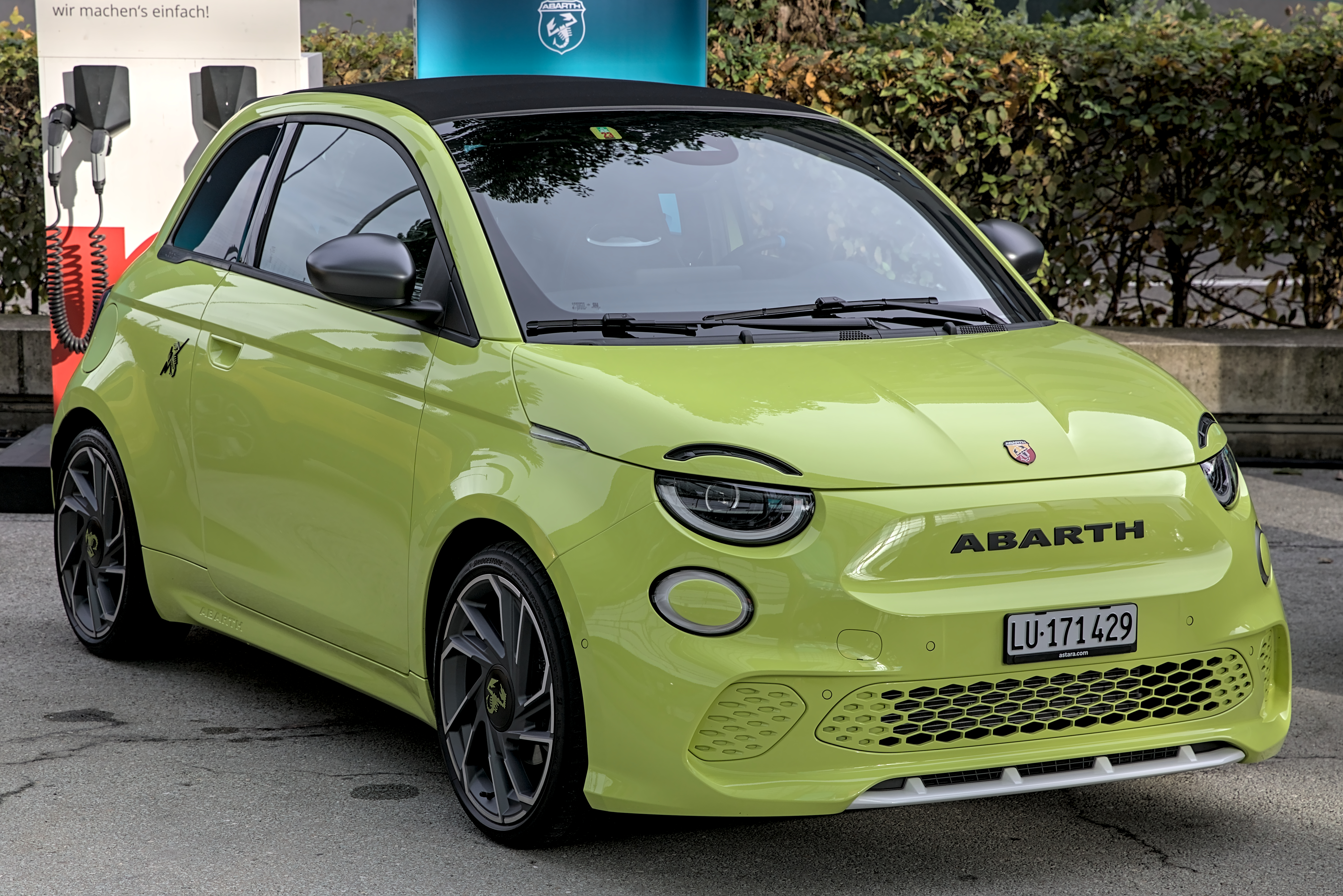
Abarth 500e

- 500e

##### SUV-y
- 600e[7]

#### Ameryka Południowa[8]

##### SUV-y
- Pulse
- Fastback

## Historyczne
- Abarth 204 A Berlinetta Corsa
- Abarth 205 A Berlinetta GT
- 1500 Coupe Biposto
- 103 GT Coupe Ghia
- Coupe Sport 2000 Ghia
- Abarth Fregate
- Abarth 600
- 750 Viotti
- 750 Zagato
- 500
- 500 Zagato
- Alfa Romeo 1000
- Bialbero
- Fiat 1600
- Spider Riviera
- Coupe Record Monza
- Coupe Scorpione
- Coupe Sestriere
- Abarth 2200 Coupe/Spider
- Abarth 1300
- Abarth 1600 Coupe
- Abarth 2400 Coupe/Cabriolet
- Mono 1000
- 595/695
- OT berlina/coupe
- Abarth 1150
- Abarth 2000
- Abarth A112
- Lancia 037
- Abarth Osella PA1[9]
- Grande Punto (2007–2010)
- Punto Evo (2010–2013)
- 124 Spider (2016–2019)
- 1000 SP (2021–2022)